# Гамзатов, Гусейн Абдулаевич
Гусейн Абдулаевич Гамзатов (20 июня 1962, Буйнакск — 14 августа 2021, Буйнакск) — российский государственный деятель, мэр Буйнакска (2005—2016). Советский спортсмен каратист, победитель чемпионата СССР. Аварец по национальности.

## Спортивная карьера
Карате начал заниматься в 1979 году. Первый тренер — Расул Чотанов. В 1982 году стал победителем чемпионата СССР в команде РСФСР.

## Политическая карьера
С 2005 по январь 2016 года являлся Главой города Буйнакск

## Личная жизнь
В 1979 году окончил школу № 5 в Буйнакске. В 1984 году окончил экономический факультет Дагестанского государственного университета

## Спортивные достижения
- Чемпионат СССР по карате 1982 (команда) — ;

- Чемпионат СССР по карате 1983(команда) — ;